# Lucha Libre (bande dessinée)
Pour les articles homonymes, voir Lucha libre.
Lucha Libre est une série de bandes dessinées publiée en treize volumes entre août 2006 et novembre 2010 par l'éditeur Les Humanoïdes Associés.
Cinq séries différentes forment l'univers de Lucha Libre :
- Les Luchadores Five par Jerry Frissen et Bill ;
- Tequila par Jerry Frissen et Gobi ;
- Les Tikitis par Jerry Frissen et Fabien M. ;
- Le Profesor Furia par Jerry Frissen et Nikola Witko ;
- Les Luchadoritos par Jerry Frissen et Hervé Tanquerelle.

En plus des collaborateurs réguliers, chaque numéro accueille d’autres dessinateurs, dont Ohm, Mickaël Roux, Michel Pirus, Stéphane Oiry, Marie Caillou, Cizo, Max, Edith et Guy Davis.
Certains numéros comprennent deux pages explicatives sur l'univers de la lucha libre (le catch mexicain) écrites et mise en pages par Jimmy Pantera.

## Liste des volumes
Originellement publiée sous format cartonné, la série est rassemblée en une intégrale de deux volumes en 2011.
1. Introducing The Luchadores Five, août 2006  (ISBN 2-7316-1800-0)
2. ¡Se Lama Tequila!, octobre 2006  (ISBN 2-7316-1815-9)
3. Hele Mei Hoohiwahiwa: Les Tikitis, janvier 2007  (ISBN 2-7316-1920-1)
4. I Wanna Be Your Luchadorito, mai 2007  (ISBN 978-2-7316-1970-6)
5. Diablo Loco a disparu !, septembre 2007  (ISBN 978-2-7316-2070-2)
6. Traité de savoir-vivre, janvier 2008  (ISBN 978-2-7316-2129-7)
7. On dirait le sud, mai 2008  (ISBN 978-2-7316-2164-8)
8. Pop-culture mythologique, août 2008  (ISBN 978-2-7316-2182-2)
9. Catchéchisme, novembre 2008  (ISBN 978-2-7316-2213-3)
10. Surfin'USA, mars 2009  (ISBN 978-2-7316-2222-5)
11. Plus vite, Tequila tue ! Tue ! , juin 2009  (ISBN 978-2-7316-2239-3)
12. Mycoses pour tous !, novembre 2009  (ISBN 978-2-7316-2252-2)
13. Vivre vite, mourir jeune, novembre 2010  (ISBN 978-2-7316-2286-7)

- H.S. El gladiator contre mango, avril 2010 : Album offert pour l'achat de trois titres des Humanoïdes Associés. Scénario de Jerry Frissen illustré par 38 dessinateurs.

## Figurines
Certains personnages de Lucha Libre ont fait l'objet d'une adaptation sous forme de figurines en vinyle.
Frank Kozik (en), une des icônes de la culture underground américaine, réalise une version de chaque jouet.